# سلمى طويلة الورق
سَلْمى طويلة الورق (الاسم العلمي: Stellaria longifolia)، نوع نباتات مُزهرة من فصيلة القرنفلية المعروفة بالاسم الشائع عشبة النجمة طويلة الورق. موطنها الأصلي في النصف الشمالي من نصف الكرة الشمالي، وتوجد في جميع أنحاء شمال أوروبا وأمريكا الشمالية. تنمو في أنواع عديدة من الموائل الرطبة، بما في ذلك المروج والمستنقعات وجوانب الطرق. وهي عبارة عن عشب معمر جذري مكون من كتل ذات سيقان مترامية الأطراف ومتفرعة تكون في الغالب خالية من الشعر باستثناء الشعيرات الخشنة الصغيرة على طول حواف الساق التربيعية. يصل طول الأوراق الخطية ذات الشكل الرمحي إلى 3.5 سم ومرتبة بشكل معاكس في أزواج. تحمل النورة الزهرية عدة أزهار، كل منها على عنيقة قصيرة. تحتوي الزهرة على خمسة كؤوس زهرية خضراء مدببة طول كل منها بضعة مليمترات. هناك خمس بتلات بيضاء، كل منها مفصصة بعمق وتظهر كأنها ثنائية.